# Boris Cmiljanić
Boris Cmiljanić (* 17. März 1996 in Podgorica, BR Jugoslawien) ist ein montenegrinischer Fußballspieler.

## Karriere

### Verein
Cmiljanić begann seine Karriere beim FK Budućnost Podgorica. Im September 2012 debütierte er für die erste Mannschaft von Budućnost in der Prva Crnogorska Liga, als er am sechsten Spieltag der Saison 2012/13 gegen den OFK Petrovac in der 77. Minute für Stefan Mugoša eingewechselt wurde. Im März 2013 erzielte er bei einem 3:3-Remis gegen den FK Zeta Golubovci sein erstes Tor in der höchsten montenegrinischen Spielklasse. In seiner ersten Saison in der ersten Mannschaft kam er zu 15 Einsätzen, in denen er ein Tor erzielte. In der Saison 2013/14 kam er zu 13 Einsätzen, in denen er abermals ein Tor erzielte.
Zur Saison 2014/15 wechselte er in die Niederlande zu PSV Eindhoven. Im August 2014 debütierte er gegen Achilles ’29 für die Reserve von PSV in der Eerste Divisie. In seiner ersten Saison bei der PSV kam er zu zehn Einsätzen für die Reserve, in denen er ein Tor erzielte. Zudem kam er in jener Saison auch noch für die U-19-Mannschaft zum Einsatz. In der Saison 2015/16 absolvierte er 18 Spiele in der zweiten niederländischen Spielklasse, in denen er drei Tore erzielte.
Zur Saison 2016/17 wechselte Cmiljanić nach Spanien zum Zweitligisten SD Huesca. Für Huesca kam er zu acht Einsätzen in der Segunda División, ehe er im Januar 2017 an Atlético Levante UD, die Zweitmannschaft der UD Levante, verliehen wurde. Bis Saisonende kam er zu zwölf Einsätzen für die B-Mannschaft von Levante in der Segunda División B. Nach seiner Rückkehr zu Huesca nach dem Ende der Leihe spielte er keine Rolle mehr und so wurde sein Vertrag im September 2017 aufgelöst.
Nach mehreren Monaten ohne Verein wechselte er im Januar 2018 in die Slowakei zum ŠK Slovan Bratislava. Bis zum Ende der Saison 2017/18 absolvierte er drei Spiele in der Fortuna liga. In der Saison 2018/19 kam er zu zwölf Ligaeinsätzen, in denen er ein Tor erzielte und am Ende die Meisterschaft feiern konnte. Im August 2019 wurde er nach Österreich an den FC Admira Wacker Mödling verliehen. Im Februar 2020 wurde sein Vertrag bei der Admira nach acht Einsätzen in der Bundesliga aufgelöst. Daraufhin wurde er innerhalb der Slowakei bis zum Saisonende an den Ligarivalen FC Zlaté Moravce weiterverliehen.
Nach seiner Rückkehr im Sommer 2020 spielte er noch eine weitere Saison in Bratislava und gewann dort zum zweiten Mal in seiner Profikarriere die nationale Meisterschaft. Die Saison 2021/22 verbrachte er dann beim FK Sarajevo in Bosnien-Herzegowina und die Spielzeit 2022/23 war er in seiner Heimat beim Erstligisten FK Dečić Tuzi aktiv. Seit dem 1. August 2023 steht er nun beim FK Qysyl-Schar SK in der kasachischen Premjer-Liga unter Vertrag.

### Nationalmannschaft
Von 2012 bis 2018 absolvierte Cmiljanić insgesamt 22 Partien für diverse montenegrinische Jugendnationalmannschaften und erzielte dabei drei Treffer.

## Erfolge
- Slowakischer Meister: 2019, 2021